# Cape Cornwall

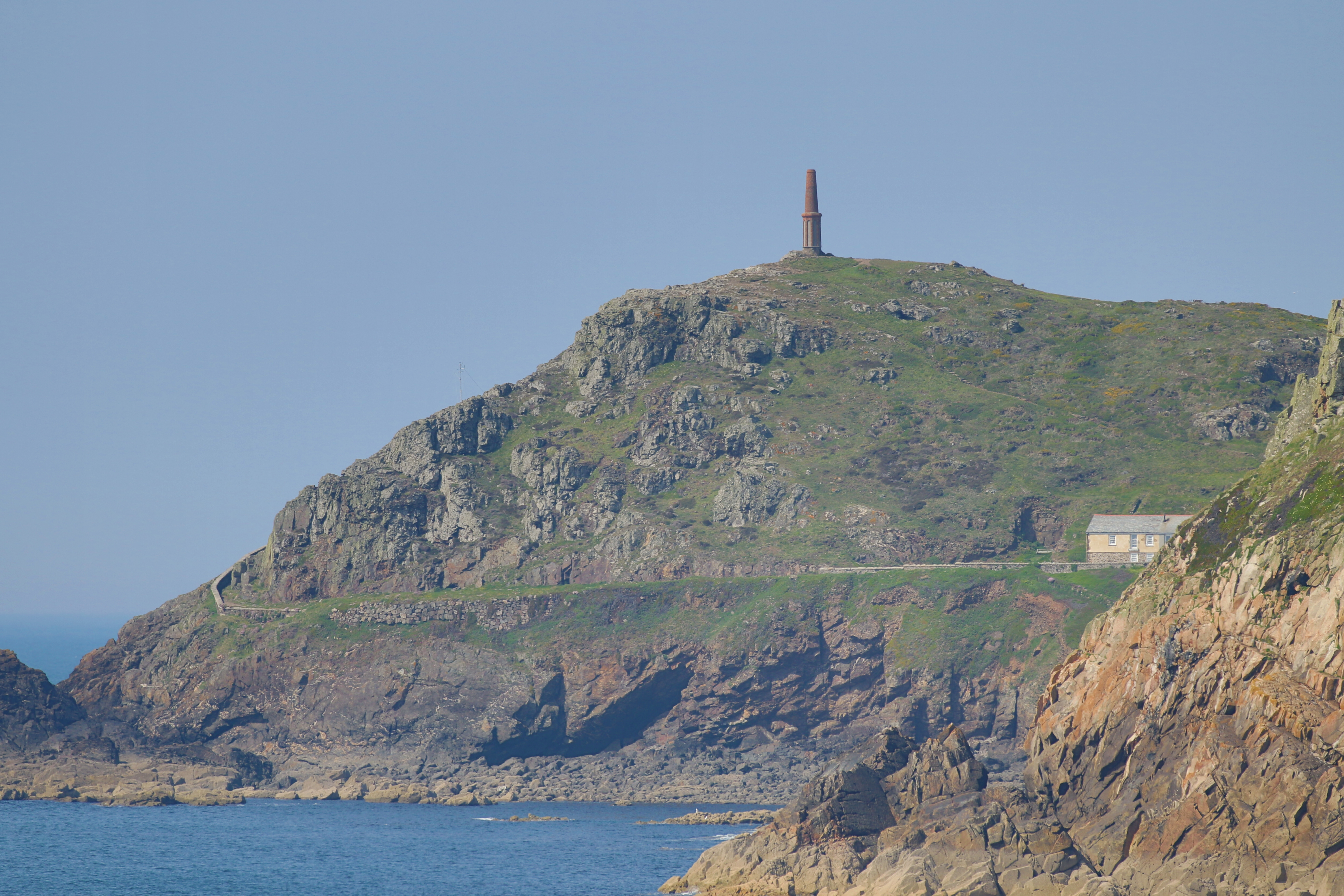
Kap Cornwall

Cape Cornwall (kornisch Pen Kernow) ist eine schmale Landspitze in Cornwall, Großbritannien. Sie liegt ca. 6,7 Kilometer nördlich vom Land’s End in der Nähe von St Just.

## Geographie

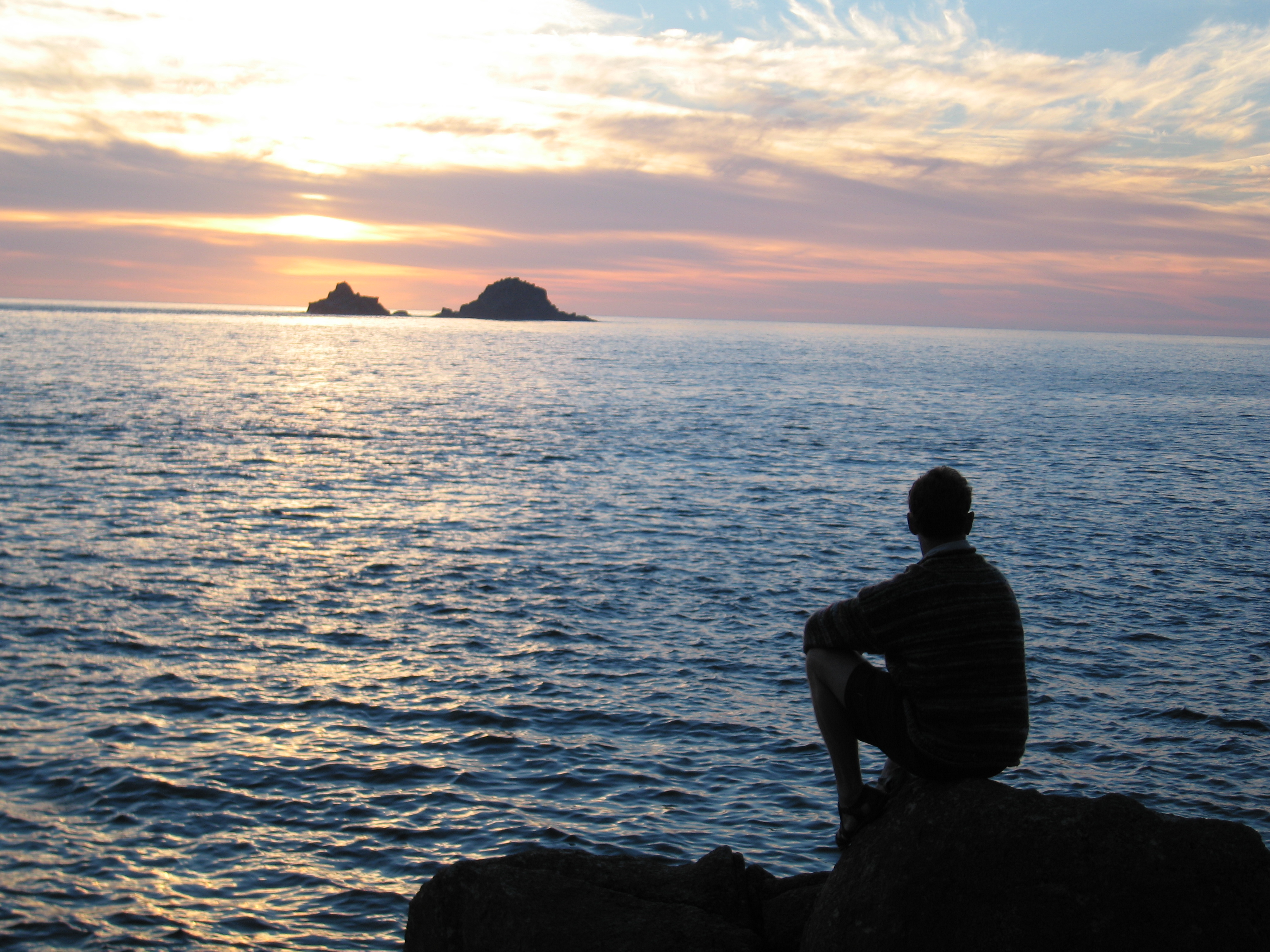
The Brisons

Der Atlantik wird vom Kap in mehrere Gewässer aufgeteilt: Im Norden beginnt hier der Bristolkanal sowie die Irische See und im Süden der Ärmelkanal. Früher galt die Landspitze als westlichster Punkt Englands, bis genaue Messungen ergaben, dass Land’s End der westlichste Punkt ist.
Am Cape Cornwall befinden sich ein Aussichtspunkt, ein Parkplatz und öffentliche Toiletten für die Touristen. Der Schornstein auf der Spitze der Landzunge ist ein Denkmal, das an den Bergbau und den damit verbundenen Erzabbau im Bergbaurevier St Just erinnern soll. In direkter Nachbarschaft befindet sich die Letcha Mine, deren Schornstein etwa 800 Meter südöstlich vom Cape Cornwall zu sehen ist. Viele Spuren der Industrialisierung dieser Landschaft sind bis heute erhalten geblieben, das Gebiet um St. Just steht als UNESCO-Welterbe seit 2006 unter besonderem Schutz. Im Meer vor dem Cape liegen The Brisons, zwei Felsen, die aussehen wie Charles de Gaulle auf dem Rücken liegend.

## Geologie

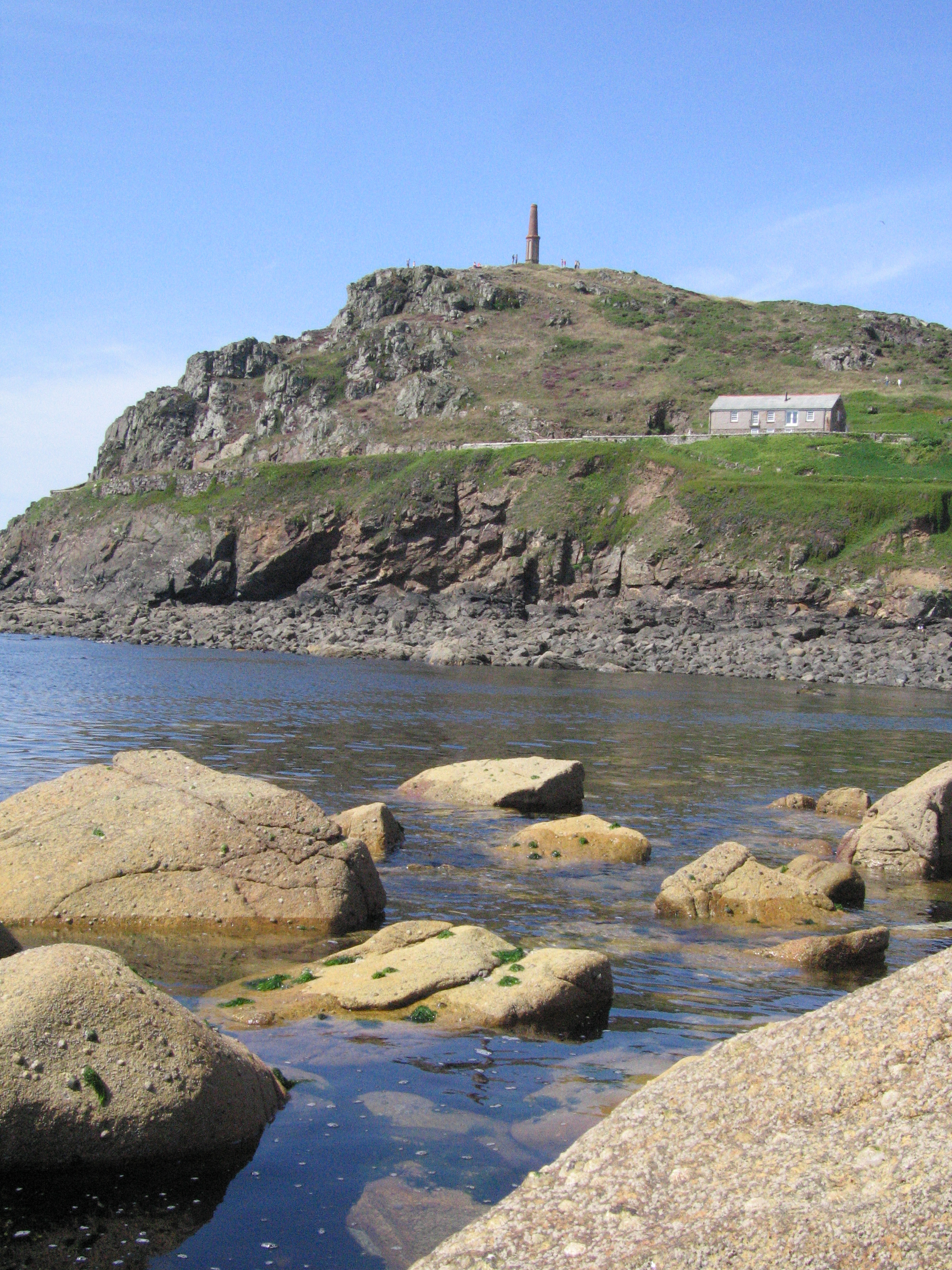
Cape Cornwall

Das Cape Cornwall wird von devonischen Metapeliten (ehemaligen Tonen und Silten) der Mylor Slate Formation unterlagert, welche hier bedingt durch das Eindringen des Land’s End Granite jetzt als kontaktmetamorph veränderter Hornfels (so genannter Fleckenschiefer) vorliegt. Der Granit erscheint in seiner grobkörnigen, an großen Phänokristallen reichen Fazies (CGG-Granit) weiter südlich bei Priest Cove, im Nordosten an der Boswedden Cliff von Porth Ledden und vom Kap etwas nach Osten zurückversetzt im Hinterland. Der eigentliche Kontakt ist nicht aufgeschlossen. Die Schieferung der Hornfelse streicht mehr oder weniger in Richtung Nordnordost. Zugehörige Faltenachsen fallen sanft in dieselbe Richtung ein. Die frühe Schieferung ist schwach nach Ostsüdost geneigt, wohingegen Spätstrukturen ein ebenfalls flaches, aber entgegengesetztes Einfallen zeigen. Die Strukturen werden an der Südseite des Cape Cornwall von einer Ostsüdost-streichenden Störung abgeschnitten.